# غاري مكينتوش
غاري مكينتوش (بالإنجليزية: Garry McIntosh)‏ هو لاعب كرة قدم أسترالية أسترالي، ولد في 16 مارس 1964 في أديلايد في أستراليا.

## وصلات خارجية
- غاري مكينتوش على موقع AustralianFootball.com (الإنجليزية)